# Lucien Lefèvre
Pour les articles homonymes, voir Lefèvre.
Lucien Lefèvre, né le 8 janvier 1862 à Paris 9e et mort le 25 avril 1895 à Paris 18e, est un affichiste et un dessinateur français.

## Parcours

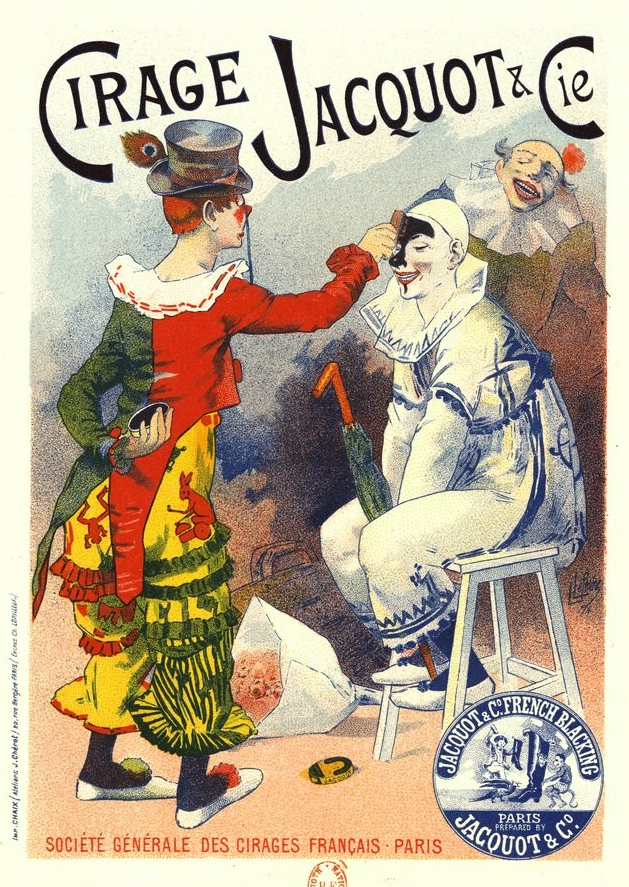
Affiche pour le cirage Jacquot (1894)

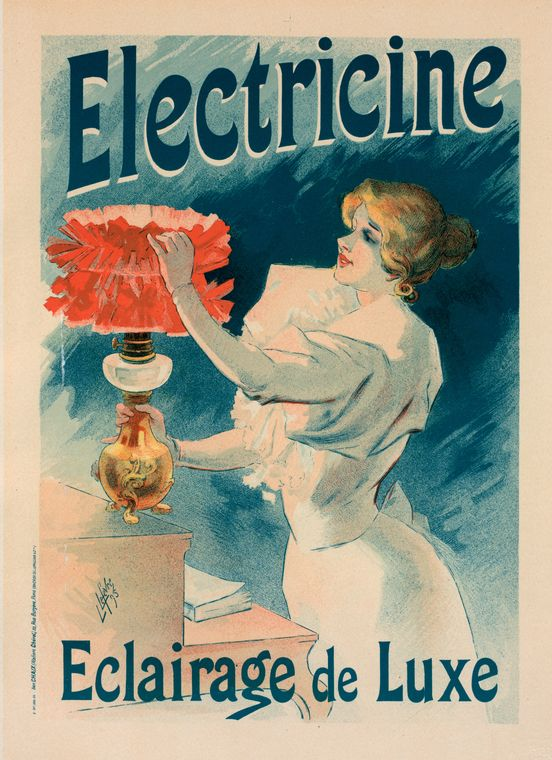
Affiche pour l’Électricine (1897)

Fils de Marie Léon Lefevre, négociant, et de Jeanne Caroline Gelot, son épouse, Marie Louis Lucien Lefevre naît dans le 9e arrondissement de Paris le 8 janvier 1862,.
Sa vie est, à ce jour, très peu connue. Il étudie d'abord le dessin industriel et, peut-être, l'art du portrait, avant d'exposer au Salon des indépendants en 1872 et 1873[Passage contradictoire (Le Salon des indépendants ne commence qu'en 1884.)]
Devenu l'élève de Jules Chéret, et d'abord influencé par lui, il commence à pratiquer l'art de la lithographie chez Chaix, puis acquiert une certaine réputation d'affichiste à partir de 1890.
Il meurt prématurément le 25 avril 1895, en son domicile parisien du 8, rue Tardieu dans le 9e arrondissement,. Il est inhumé deux jours plus tard au cimetière parisien de Saint-Ouen. Sa mort n'est pas annoncée dans la presse, mais au début de l'année 1896, quelques journaux évoquent le « regretté dessinateur », à l'occasion de l'annonce de la sortie du 3e tome des Maîtres de l'affiche,. Lucien Lefèvre figure dans trois numéros de la revue (pl. 11, 55, 90)[réf. nécessaire].

## Affiches notoires
- Casino de Paris (1890)
- Companhia nacional de panificação, Unica no Brasil (1891)
- Le Fils de la nuit d'Edmond Lepelletier d'après Victor Léjou (1891)
- Cercle funambulesque, Théâtre des Bouffes-Parisiens (1891)
- Chemins de fer du sud de la France (1891)
- Chemins de fer du Nord, Paris-Plage - Le Touquet, ligne de Boulogne-sur-Mer (1891)
- Cacao lacté de Ch. Gravier (1891)
- Vichy : Ouverture de la saison 15 mai (1891)
- L'Hiver à Nice... (1891)
- La Bague Soleil (1891)
- Chemins de fer de Paris à Orléans, de Paris-Lyon-Méditerranée & du Midi (1891)
- La Carlsbad français : eaux thermales de Chaudes Aigues (1891)
- Cycles Rochet (1891)
- Southern of France Railway. Meyrargues to Grasse... (1891)
- La Mode pratique, Hachette & Cie (1891)
- Eden-Théatre. Grand ballet-pantomime (1892)
- Don Quichotte, bouffonnerie équestre : Nouveau cirque (1892)
- Nouveau Cirque, la Rosière de Charenton, folie nautique (1892)
- Exposition internationale « Cycles et sports » Plaza de Toros (1892)
- Compagnie française, Café Malt, le meilleur (1892)
- Au Dahomey, Théâtre de la Porte-Saint-Martin (1892)
- Yost, la meilleure machine à écrire (1892)
- Le Vengeur : Panorama national près le Palais de l'Industrie (1892)
- Été à Cabourg : 5h de Paris (1893)
- Laveïne enlève encre, vin, café, jus de fruits... (1893)
- Société parisienne, 10 avenue de la Grande Armée (1893)
- Cirage Jacquot & Cie (1894)
- Électricine rouge et blanche (1894)
- Hannappier & Cie, Bordeaux (1894)
- Au Petit Matelot, costumes vrais marins (1894)
- Chemins de fer de l'Ouest. Excursions en Normandie et en Bretagne (1894)
- Réglisse Figaro suc pur (1894)
- Électricine, éclairage de luxe (1895-97)
- Nouveau Cirque. Kangourou boxeur (1895)
- Absinthe Mugnier (1895)
- Grande tombola au profit de la caisse des écoles - Ville de Paris, mairie du XIIIe arrondissement (1895)
- Cirage Bétun Jacquot père et fils. Société générale des cirages français (1898)
- Cirage Jacquot & Cie (1902)

### Non datées
- Chemins de fer de l'Ouest et de Brighton (s.d.)
- Grande fête de bienfaisance au bénéfice des incendiés de la Martinique et de la Guadeloupe (s.d.)

## Collections publiques
- Département des estampes et de la photographie de la Bibliothèque nationale de France (sur Gallica).